# Balaguier-d'Olt
Balaguier-d'Olt è un comune francese di 131 abitanti situato nel dipartimento dell'Aveyron nella regione dell'Occitania.

## Società

### Evoluzione demografica
Abitanti censiti